# Мегаломан (архитектура)

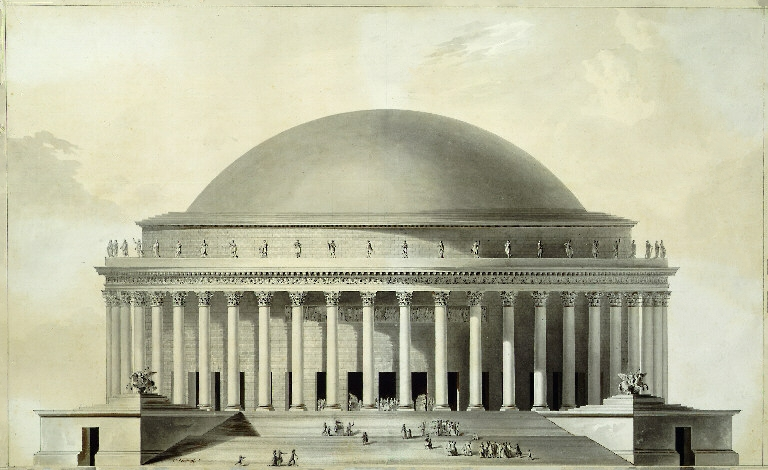
Э.-Л. Булле. Проект здания Парижской оперы. 1781. Париж, Национальная библиотека Франции

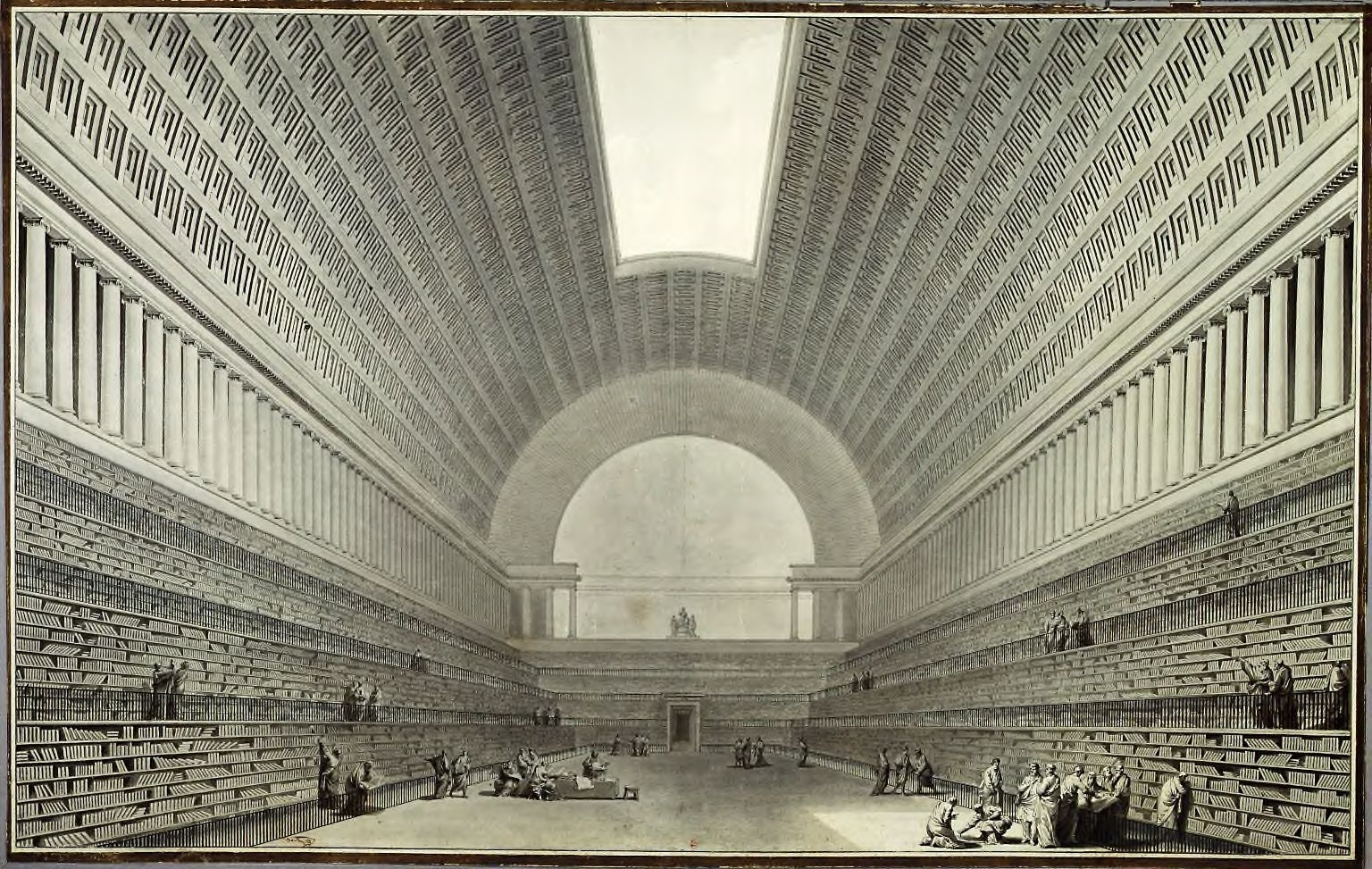
Э.-Л. Булле. Проект читального зала Королевской библиотеки в Париже. 1785

Мегаломан (фр. mégalomane, от др.-греч. μεγας — большой и др.-греч. μανία — страсть, влечение). Мегаломанами в истории архитектуры называют мастеров французского неоклассицизма эпохи Просвещения, стремившихся к созданию огромных, поражающих размерами и величием сооружений гражданского назначения. Термин ввёл в архитектуроведение выдающийся австрийский историк и теоретик искусства Г. Зедльмайр в 1948 году. Согласно идеям Французской революции, искусство Нового времени должно впечатлять мощью и монументальностью. В искусстве мегаломанов соединялись дух морализма, бесконечная фантазия и эстетика геометрического стиля.

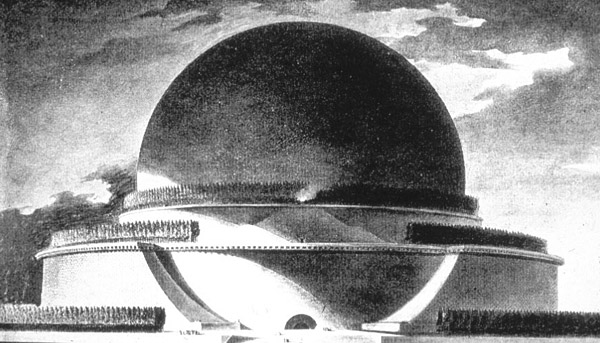
Э.-Л. Булле. Памятник Ньютону. Проект. 1784

Начало этому течению французской архитектуры положили конкурсные проекты на «Большую премию» (фр. Grand Prix) Академии архитектуры в Париже. Представители этого течения, образовавшие со временем своеобразную школу, — Э.-Л. Булле, Ж. Гондуэн, К.-Н. Леду, Ж.-Ж. Лекё, М.-Ж. Лекё и другие — парадоксально обращались к примерам не только времён древнеримской республики, но и Римской империи. По определению И. Э. Грабаря, применившего к этим архитекторам слово «модернизм», мегаломания в архитектуре имеет в основе «вкус, воспитанный на римских термах, на дворцах цезарей, на колизеях и театрах», отвергая, однако, «пышность и сложность декорации», свойственные архитектуре императорского Рима, и «благоговея только перед Пантеоном и термами».
Философия и эстетика эпохи Просвещения способствовали привнесению нового содержания в формы архитектуры Древнего Рима, связав мегаломанию с идеалами «простоты и величия». Французские архитекторы-мегаломаны выражали это содержание в простых геометрических формах: цилиндра, куба, шара. Так, К.-Н. Леду в трактате «Архитектура, рассмотренная в связи с искусствами, нравами и законодательством» (1804) рассматривал символическое значение простых геометрических объёмов и писал о красоте «форм, которые создаются простым движением циркуля». В проекте «идеального города» в Шо (1785—1806) Леду предусматривал «Дом правосудия» в форме куба — символа постоянства. Сфера — символ равенства — становится некрополем придуманного архитектором города. Цилиндр — сквозь него проходит водный поток — «Дом директора источника». Пирамида — символ горящей свечи — Дом угольщика. Леду возмущённо писал в своём трактате о «дурацкой манере архитекторов дырявить стены окнами» и о барочных карнизах, которые «извиваются как рептилии».
Э.-Л. Булле спроектировал памятник (кенотаф) И. Ньютону в виде огромной сферы 150-метровой высоты, (1784), а здание Библиотеки — в форме полуцилиндра (1785). Проекты мегаломанов большей частью остались нереализованными, но имели важное значение для дальнейшего развития архитектуры, в том числе модернизма и авангарда. Влияние мегаломанов испытали Ж.-Ф. Тома де Томон и обучавшиеся в Париже архитекторы русского классицизма: А. Д. Захаров, А. Н. Воронихин.